# Йоуні Ґренман
Йоуні Ґренман (фін. Jouni Grönman, 17 травня 1962) — фінський важкоатлет.
Бронзовий призер Олімпійських Ігор 1984 року в категорії до 67,5 кг, учасник 1988, 1992, 1996 років.
Срібний призер Чемпіонату Європи 1984 року в категорії до 67,5 кг.